# رينيه ثوم
رينيه ثوم- René Thom (مونتبيليه، 2 سبتمبر 1923—بوريش سور ايفيت، 25 أكتوبر 2002) وهو عالم رياضيات وفيلسوف فرنسي.
كان رينيه ثوم من بين الذين لهم مساهمات كبيرة في الطوبولوجيا التفاضلية (Differential topology)، ولكنهُ معروف على وجه الخصوص في نظرية الكارثة (Catastrophe theory). التي تكمن في تطبيق الرياضيات على الظواهر الطبيعية. وخصوصاً دراسات نظرية النمذجة الرياضية للظواهر غير المنتظمة.
ومن أعمالهِ (الاستقرار الهيكلي والتشكل الحيوي (Morphogenesis). اختبار نظرية عامة عن النماذج، 1972).